# 128 bits

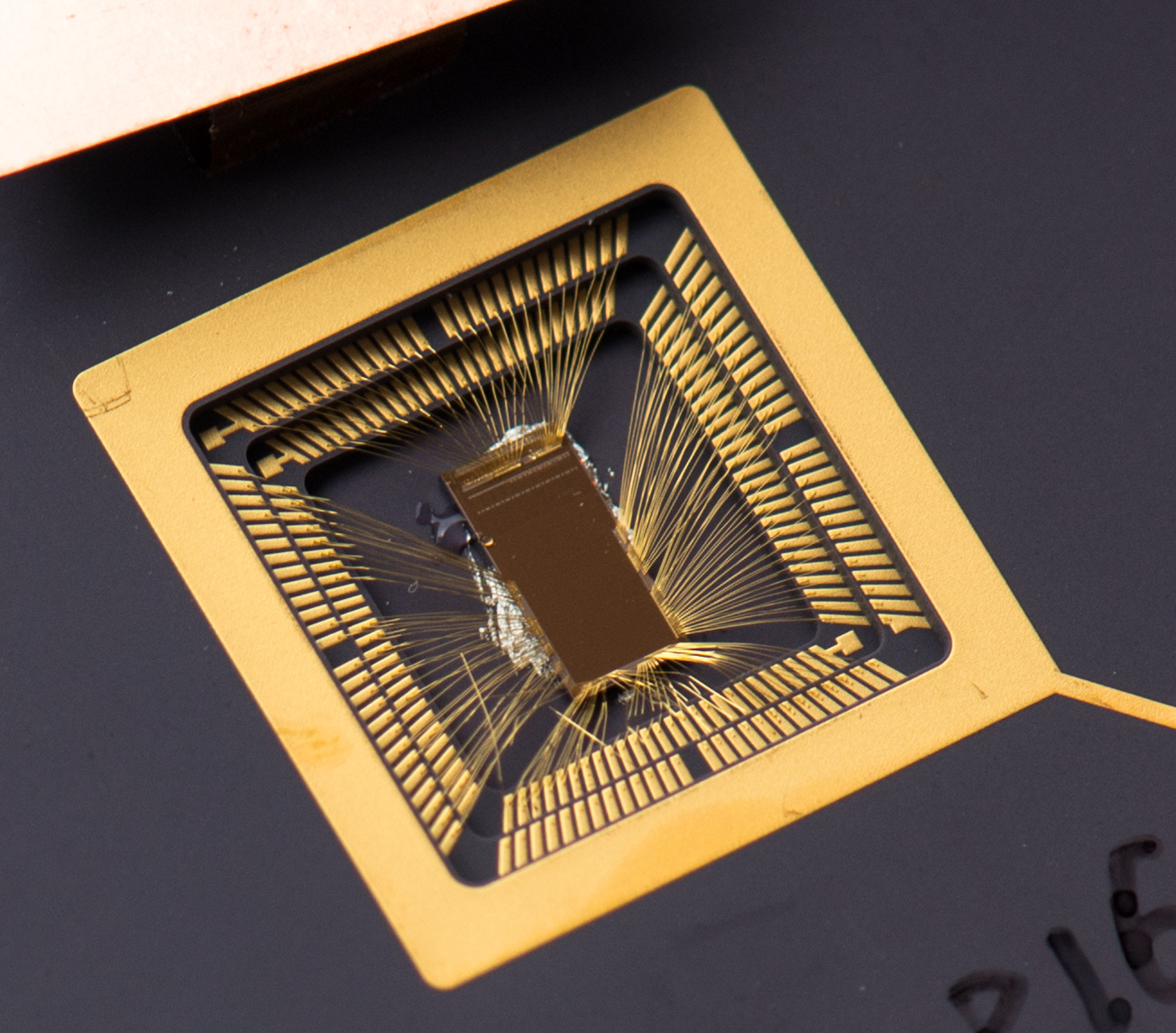
Um protótipo do processador RISC-V

Em arquitetura de computadores, inteiros, endereços de memória, ou outras unidades de dados de 128 bits são aquelas que possuem largura de 128 bits (16 octetos). Também, arquiteturas CPU e ALU de 128 bits são aquelas baseadas em registradores, address buses, ou data buses deste tamanho.

## História
Um multicomparador de 128 bits foi descrito por pesquisadores em 1979.
Um microprocessador com extensões multimédia de 128 bits foi desenvolvido por pesquisadores em 1999.
Ao contrário da crença popular, o processador Emotion Engine do console PlayStation 2 da Sony não é um processador de 128 bits.